# Атанас Дамянов
Атанас Фратев Дамянов е български журналист и издател, първият български медиен магнат Между 1924 и 1944 г. неговата вестникарска империя включва 5 периодични издания: всекидневниците „Дневник“, „Утро“ и „Заря“ и седмичните издания вестник „Неделно утро“ и списание „Илюстрована седмица“. Те се разпространяват в огромни тиражи, като само в годините на Втората световна война всекидневните му вестници се отпечатват в близо половин милион копия.

## Ранни години
Атанас Фратев Дамянов е роден на 18 май 1872 г. в Сопот. В навечерието на Освобождението, заради преследване от страна на османските власти, семейството му бяга в Крайова, Румъния. Там Дамянов завършва гимназия, след това и Търговската академия в Букурещ.. След това заминава за Италия, където учи правни науки и политико-дипломатическа школа. По-късно продължава образованието си във Франция и Швейцария. Завършва право с отличие и защитава докторат.
Още като студент Дамянов е сътрудник на различни вестници, а заедно със свои колеги основава вестник „Еко де Женев е дю Леман“. В началото на ХХ век се завръща в България и работи като съдия и прокурор.

## Кариера

### Дневник
В началото на 1907 г. Атанас Дамянов влага капитали в изпадналия във финансови затруднения вестник „Дневник“ и става негов управител и директор. Започва битка между Георги Николов и д-р Никола Червен-Иванов, които по това време са собственици на изданието. В крайна сметка и двамата губят, тъй като през август 1907 г. „Дневник“ става собственост на Дамянов.
В следващите години той се заема с модернизацията на изданието. През 1909 г. доставя първата в България и на Балканите вестникарска ротативна машина, която печата едновременно четири цвята. Закупува и две линотипни машини. Дамянов привлича в редакцията на вестника както опитни, така и млади журналисти. Под ръководството на Дамянов обликът на „Дневник“ е променен. Въведени са нови рубрики и отдели, които разнообразяват съдържанието, а във всеки брой излизат карикатури или снимки. Всички тези промени водят до нарастване на авторитета и тиража на вестника и той достига до 40 000 копия.

### Утро
След като налага „Дневник“ като най-тиражният всекидневник в България, Атанас Дамянов замисля издаването на голям утринен ежедневен вестник. дотогава такова издание в страната няма, а развитието на печата в Европа и САЩ доказва, че това са най-печелившите вестници. Окончателното решение за новия вестник е взето в ранните часове на 1911 г., на новогодишната трапеза в къщата на Дамянов. Група вестникари решават вестникът да се казва „Утро“ по подобие на парижкия „Матен“.
Точно след месец на 1 февруари 1911 г. първият брой на новия вестник е вече в ръцете на читателите, при това безплатно. От втория брой с цена 5 стотинки са пласирани 8700 копия. С всеки следващ ден тиражът на вестника расте и той се превръща в най-тиражирания вестник в България. Върховният му тираж достига 320 хиляди броя, но е четен реално от над милион читатели.
В началото хората, които списват „Дневник“, участват и в списването на „Утро“. Главен директор на „Утро“ е Атанас Дамянов, а негов несменяем главен редактор е Стефан Танев. До последния брой на вестника, който е под номер 10512 от 9 септември 1944 г., през редакцията на „Утро“ преминават стотици вестникари. Най-известните сред тях са: Георги Костов, Сава Илчев, Иван Костов, Петър Завоев, Владимир Бурилков, Георги Боршуков, Борис Киров, Борис Руменов, Нела Сливополска, Крум Наумов и Георги Енев. Художници на „Утро“ са Александър Божинов и Петър Морозов, а сред най-известните му сътрудници са проф. Георги П. Генов и Димитър Бабев.
На 24 юли 1912 г. Атанас Дамянов създава специално акционерно дружество „Утро“. Целта на дружеството е „да издава и експлоатира софийския ежедневен вестник „Утро“, заедно с печатницата, да печати всякакви периодически списания, вестници, книги и други литературни издания.“ Основният капитал на дружеството е 250 000 златни лева, разделен на 2500 акции от по 100 лева всяка.
Акционери в дружеството стават 14 физически лица. С най-много акции е Георги Генович, който е и братовчед на Дамянов. Самият Дамянов е придобил 484 акции, а на трето място с 334 акции е Янко Икономов. Останалите акционери са главно разпространители на вестници, начело с техния председател Атанас Петров. На 31 юли 1912 г. се провежда Учредителното събрание на дружеството. Акционерите одобряват устава и определят литературната стойност на „Утро“ на 800 акции за 80 000 лева. По този начин Дамянов не само контролира новото дружество, но си осигурява подкрепата за новото издание както на разпространителите на печата, така и на доставчика на вестникарска хартия и мастило Янко Икономов.

### В годините между двете световни войни
В годините на Първата световна война вестниците на Дамянов подкрепят политиката, провеждана от управляващите среди. Затова след като България претърпява нова национална катастрофа, той се опасява от недоволството на народа и решава да закрие дружество „Утро“. Неговите капитали веднага влага в нови начинания, като основава „Банка за търговия, индустрия и книжнина“ и закупува списвания от социалдемократи информационен ежедневник „Заря“. Така Атанас Дамянов вече разполага с три всекидневника и банка.
Дамянов и адвокатът д-р К. Провадалиев са назначени за ликвидатори на АД „Утро“. В края на 1919 г. обаче двамата са задържани и следващите 9 месеца прекарват в ареста. След като са освободени, веднага напускат България, а Георги Генович е упълномощен да продължи ликвидацията на дружеството.
Трите вестника на Дамянов са изправени пред угрозата да престанат да излизат. Вестник „Заря“ е спрян от самия Дамянов, а за спасяването на „Дневник“ и „Утро“ той разчита на Стефан Танев. Благодарение на добрите отношения между Танев и премиера Стамболийски, вестниците на Атанас Дамянов не само оцеляват, но и неговата вестникарска империя се разширява. През 1922 г. започва да излиза вестник „Неделно утро“, а на 1 януари 1923 г. се появява списанието „Илюстрована седмица“. Първото издание е подготвено изцяло от Танев. В него има оригинални и преводни материали, а във второто издание се публикуват актуални снимки и кратки бележки или прегледи, посветени на политически, културни и спортни събития.
В началото на 1924 г., почти 10 месеца след свалянето на земеделския режим, Атанас Дамянов се завръща в България и веднага се заема с управлението на печатните си издания. Той решава да ги обедини в една фирма и през април 1924 г. основава „Съединени печатници за издателство и графическо изкуство“ – АД. Основният капитал на новото дружество е 3 милиона лева, разпределен на 3 хиляди акции от по 1000 лева. Основатели на дружеството са Банка за търговия, индустрия и книжнина, рентиерите Атанас Дамянов и Георги Генович, търговците Самуел Пенхас и Коста Дочев, адвоката д-р Никола Радев и банковия директор д-р Стефан Константинов.
От 1924 г. до 1944 г. Атанас Дамянов е най-големият акционер, несменяем председател на Управителния съвет и ръководи общите годишни събрания на акционерите. Освен това той движи и оперативните дела, защото директор и управител на дружеството не са назначавани. През 1929 г. дружественият капитал е увеличен двойно.
Вестниците на Атанас Дамянов непрекъснато увеличават тиражите си. В началото на 1939 г. вестник „Утро“ е с тираж от 95 000 копия, а в края на годината те достигат 130 000. В празничните дни и при големи събития вестникът се разпространява в до 160 000 копия. Нарасналите тиражи принуждават Дамянов да инвестира значителни средства в нови машини и строителни дейности. Той закупува нова ротативна и линотипна машина, както и части за тях, и ремонтира сградата на дружеството. Така компанията става най-голямото и най-модерното вестникарско предприятие в България. „Утро“ разполага и със своя рекламна служба и затова рекламните материали заемат почти половината от площта на изданието. Брутната печалба на дружеството през 1939 г. е почти 13 милиона лева и е с почти 3 милиона по-голяма от предната година.

### В годините на Втората световна война
Върхът в развитието на вестникарската империя на Атанас Дамянов е през годините на Втората световна война. Колкото повече се задълбочава войната, толкова повече се повишава интересът на читателите към новините, публикувани в неговите всекидневници. Увеличените тиражи на трите вестника носят огромни печалби. През 1942 г. те са над 20 милиона лева, а през 1943 г. вече са над 27 милиона, за да се стигне до над 74 милиона през 1944 г.
Безспорно успешното развитие на „Съединени печатници за издателство и графическо изкуство“ – АД се дължи на умелото ръководство на Атанас Дамянов. Той така структурира вестникарската си империя, че тя покрива целия читателски спектър. „Утро“ е масов вестник, предназначен за широките слоеве. „Дневник“ се списва по вкуса на читателите с десни убеждения. „Заря“ не само е ориентиран към хората с леви възгледи, но е и списван от леви интелектуалци.

## След 9 септември
След 9 септември 1944 г. вестникарската империя на Атанас Дамянов рухва. Новите управляващи среди веднага спират вестниците „Утро“ и „Дневник“, а печатницата е окупирана. На 30 декември 1944 г. престава да излиза и вестник „Заря“. Дамянов е арестуван часове след държавния преврат и изправен пред Шести състав на Народния съд. На 4 април 1945 г. той е осъден на дълги години затвор и всичките му имоти са конфискувани.
Атанас Дамянов умира през 1948 г. Той е епоха в историята на българската журналистика. Чрез своята вестникарска империя Атанас Дамянов ръководи общественото мнение в България и е наричан българският лорд Нортклиф.